# Viverols
Viverols ist eine französische Gemeinde mit 443 Einwohnern (Stand: 1. Januar 2022) im Département Puy-de-Dôme in der Region Auvergne-Rhône-Alpes (vor 2016 Auvergne). Sie gehört zum Arrondissement Ambert und zum Kanton Ambert (bis 2015 Kanton Viverols).

## Geographie
Viverols liegt etwa 60 Kilometer südöstlich von Clermont-Ferrand im Regionalen Naturpark Livradois-Forez am Flüsschen Ligonne. Nachbargemeinden von Viverols sind Églisolles im Norden, Saillant im Osten und Nordosten, Usson-en-Forez im Osten, Sauvessanges im Süden, Medeyrolles im Südwesten sowie Saint-Just im Westen und Nordwesten.

## Bevölkerungsentwicklung
| Jahr                       | 1962 | 1968 | 1975 | 1982 | 1990 | 1999 | 2006 | 2013 |
| Einwohner                  | 564  | 539  | 462  | 544  | 437  | 390  | 390  | 417  |
| Quellen: Cassini und INSEE |      |      |      |      |      |      |      |      |

## Sehenswürdigkeiten
- Kirche Sainte-Marie-Madeleine
- Burgruine Viverols

## Söhne und Töchter der Stadt
- Jean-Baptiste Robert (1892–1952), Gerechter unter den Völkern[1]

## Weblinks

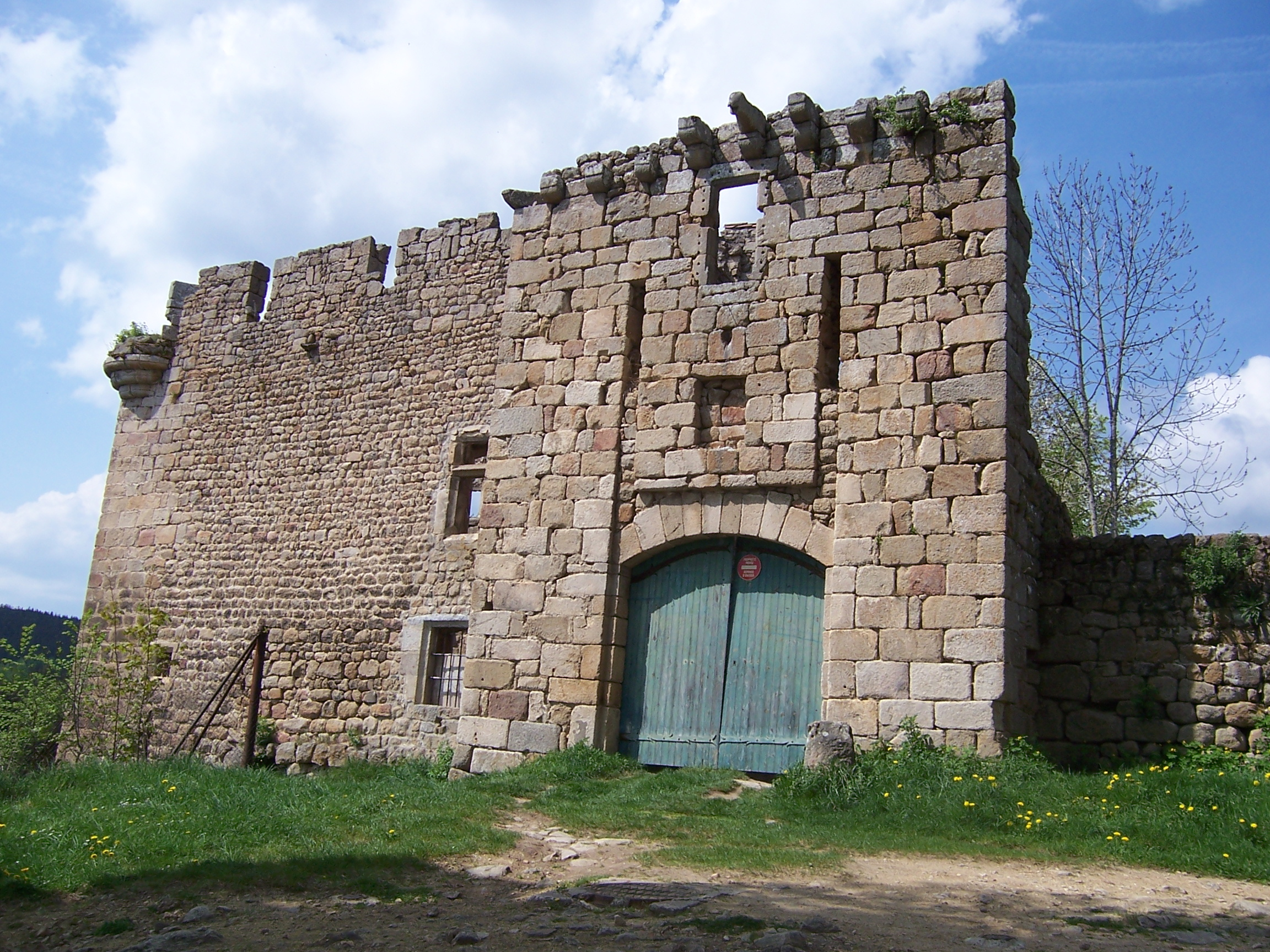
Burgruine Viverols